# Estación de Braço de Prata
La Estación de Braço de Prata se encuentra en la parte nordeste de la ciudad de Lisboa, Portugal, integrando las líneas de Cintura y Norte de la REFER, y servida por Fertagus y por CP Urbanos de Lisboa (“líneas” de Azambuja y Sintra).

## Historia

### sigloXX
En 1902, entró en funcionamiento, en esta estación, un sistema de señalización basado en los discos eléctricos Barbosa. En 1926, fue abierto el concurso para la electrificación de la vía, entre esta estación y la de Rossio; esta obra, cuya duración se preveía en 4 o 5 años, buscaba reducir el incómodo inconveniente del paso de locomotoras a vapor por el Túnel de Rossio.

### Movimiento de mercancías
En 1926, esta estación enviaba, en régimen de alta velocidad, remesas de pescado.

## Transportes urbanos en Braço de Prata
Autobús y Eléctricos de Carriles:
- 718 Al. Afonso Henriques ⇄ I.S.Y.L., vía Xabregas
- 755 Siete Ríos ⇄ Pozo del Obispo, vía Chelas
- 782 Expresso Muelle del Sodré ⇄ Moscavide, vía Cabo Ruivo

 La red de convoyes Urbanos CP Lisboa sirve a las siguientes estaciones en su recorrido dentro de Lisboa:
- Alcântara-Terra
- Campolide
- Sete Ríos
- Entrecampos
- Roma Areeiro
- Chelas
- Marvila
- Oriente
- Lisboa - Santa Apolónia
- Benfica

## Galería

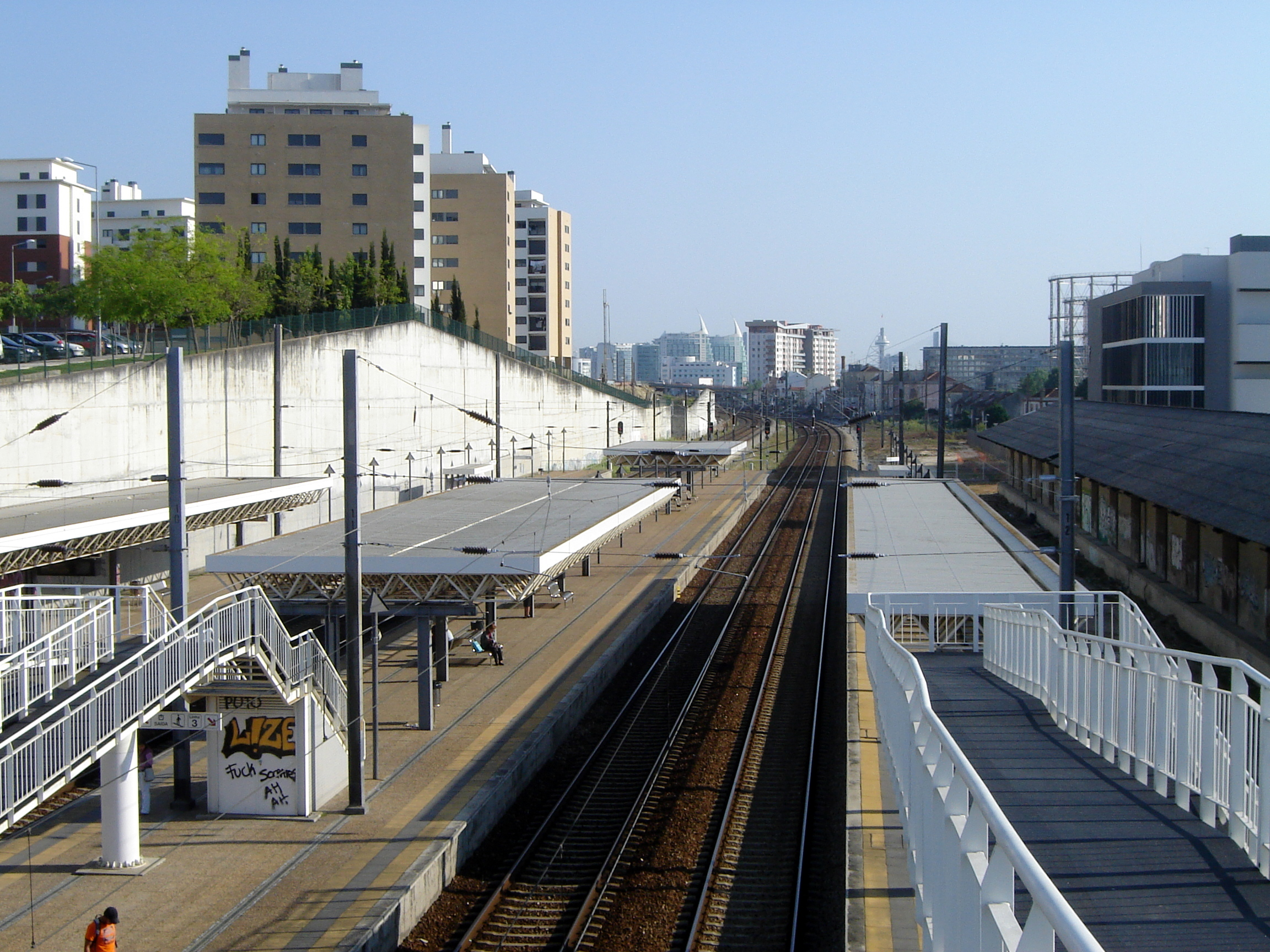
Vista del paso de peatones por la estación
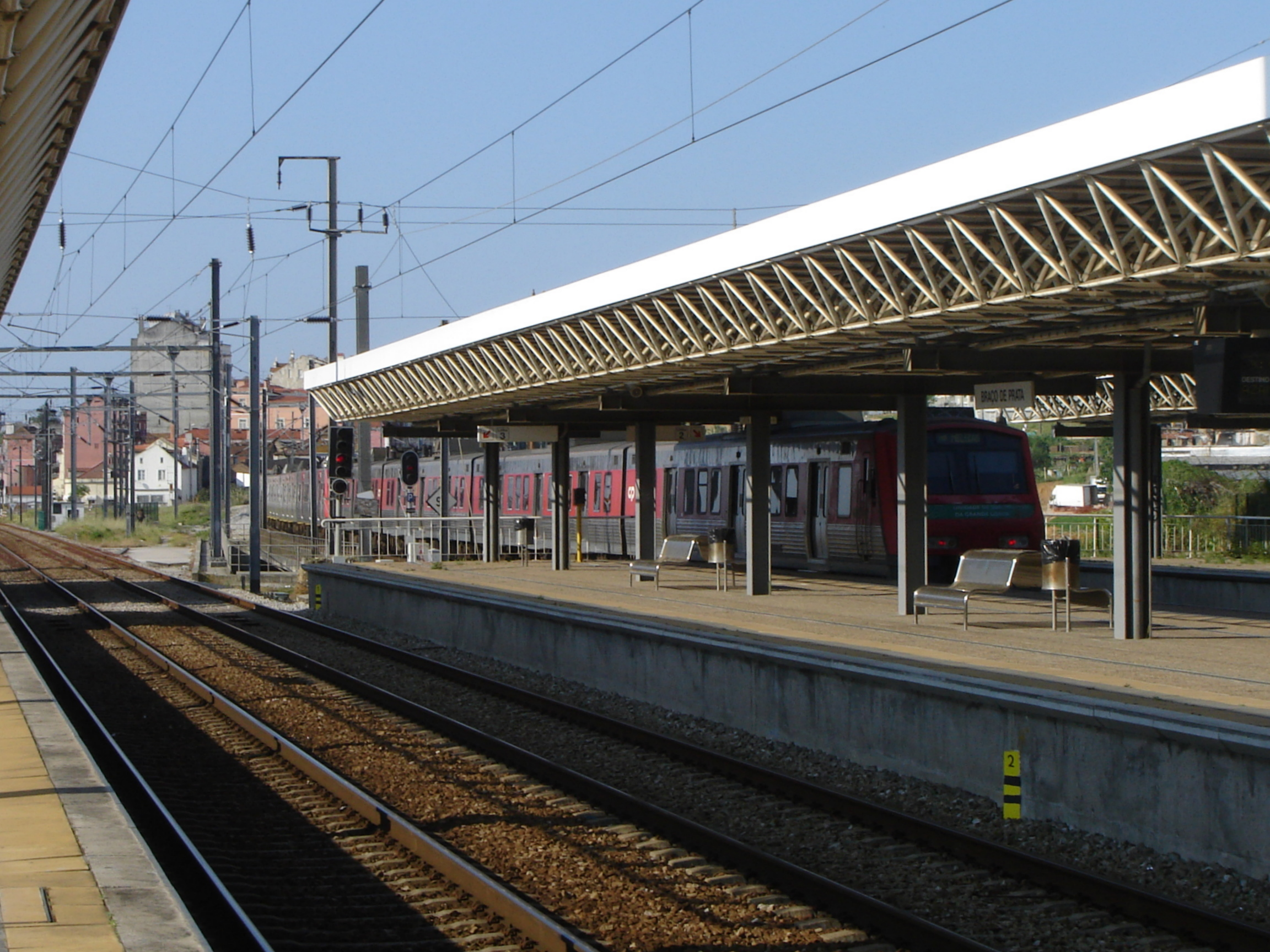
Vista de las plataformas
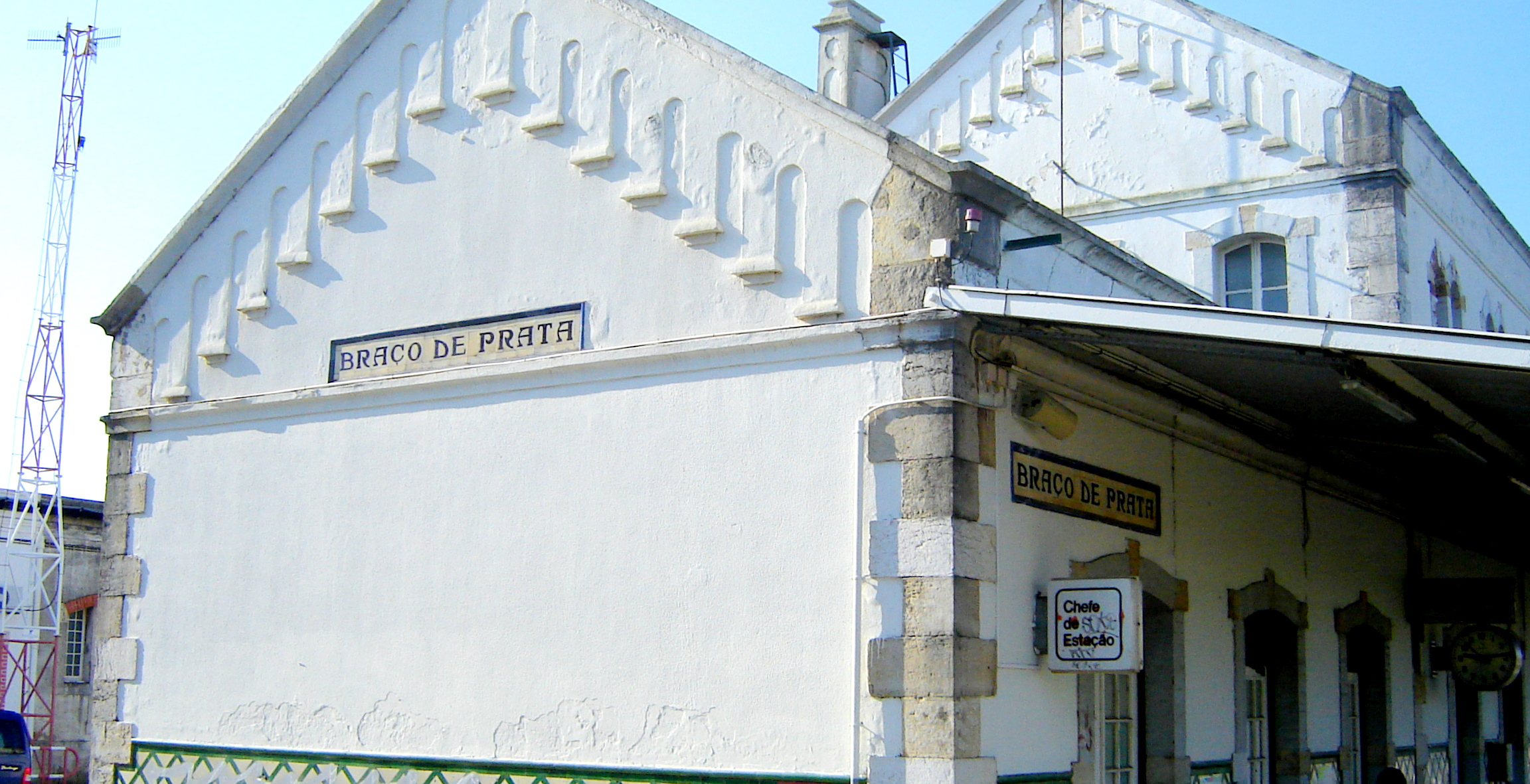
Edificio principal de la estación
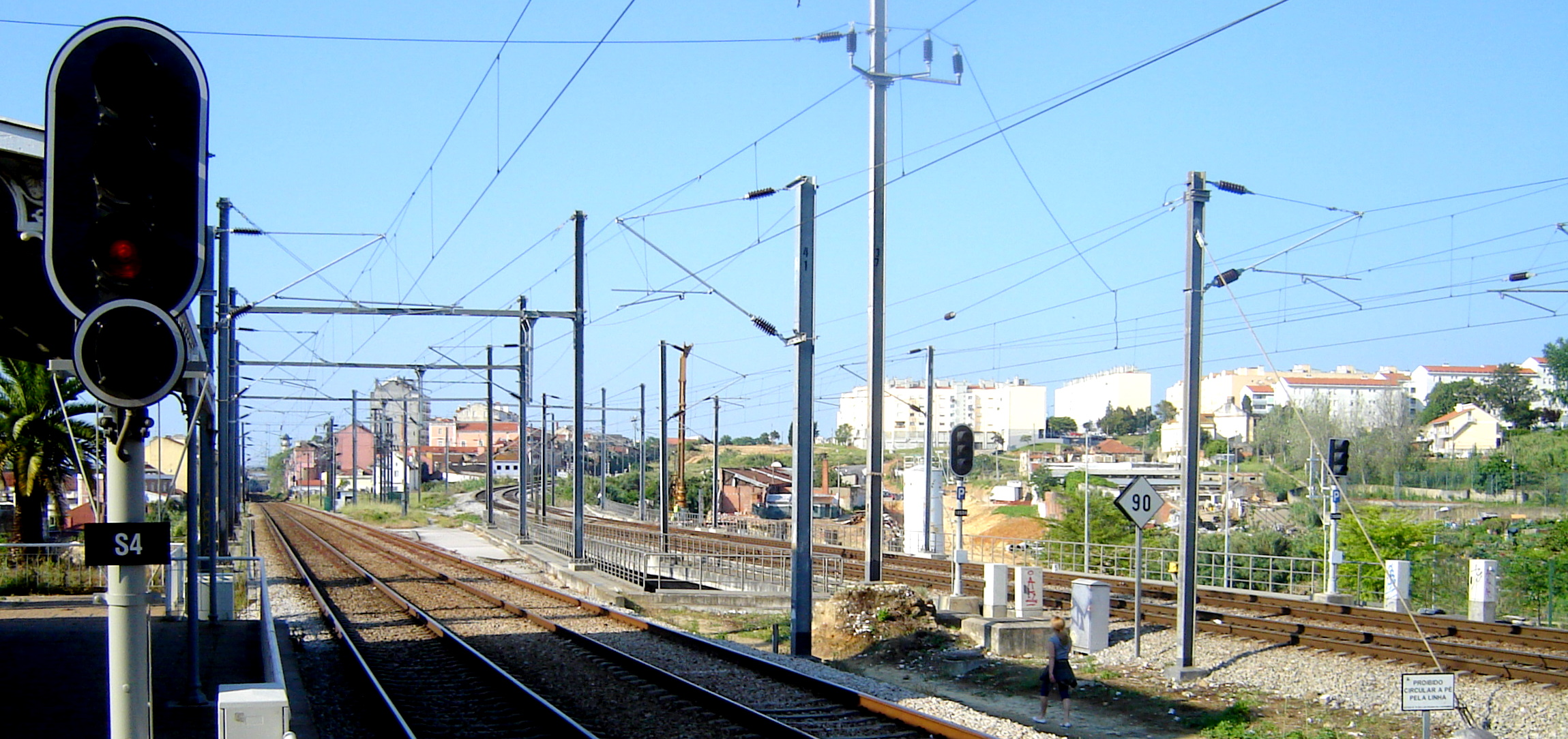
Bifurcación de las líneas
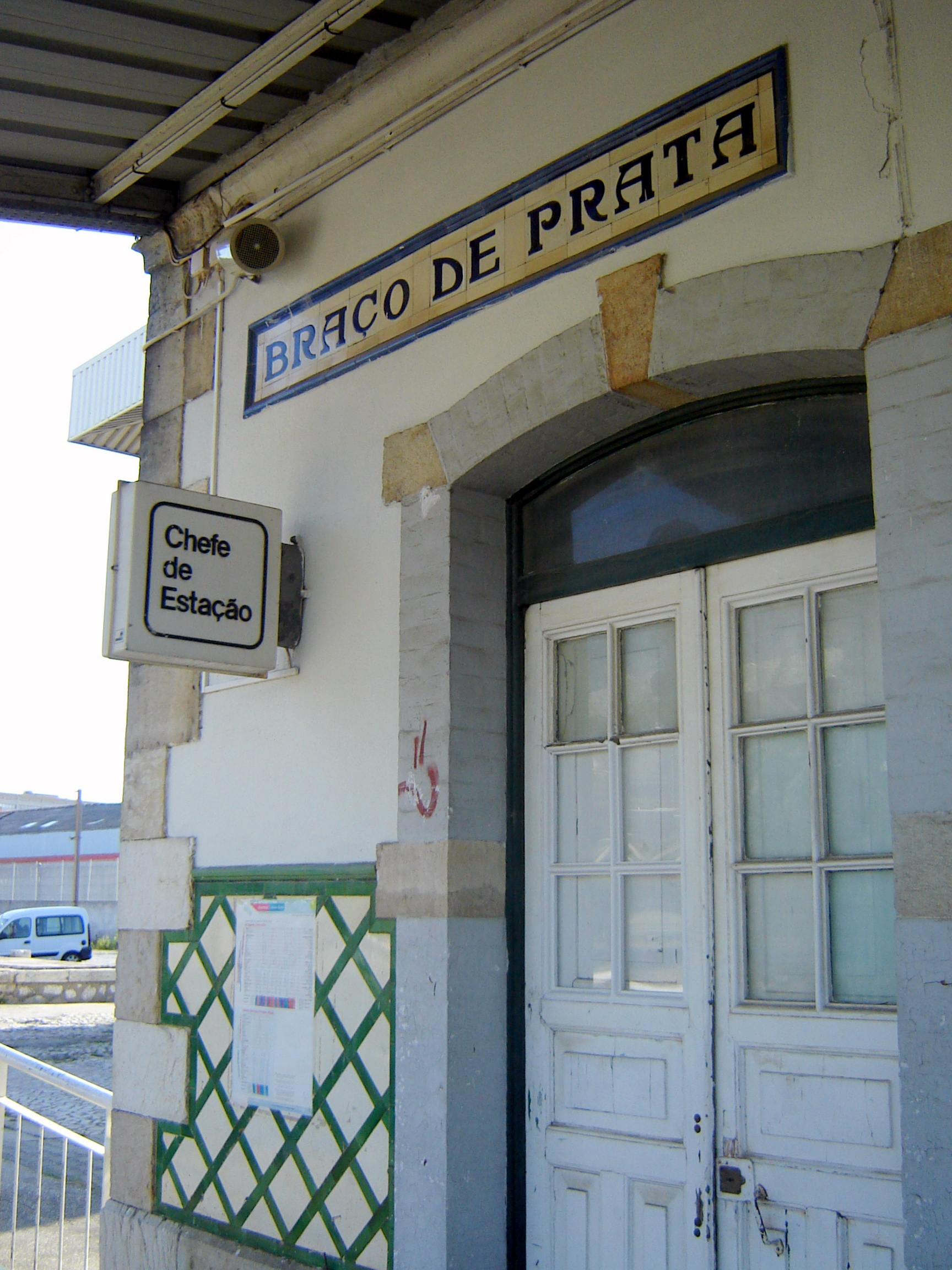
Edificio del jefe de estación